# School of Seven Bells
School of Seven Bells — американский музыкальный коллектив из Нью-Йорка, образованный в 2006 году. Своё название получил в честь легендарной южноамериканской школы карманников.

## История
Первоначально в состав трио вошли Бенджамин Кертис из Secret Machines и сёстры-близнецы Алехандра и Клаудия Деэсы, бывшие участницы группы On!Air!Library!. Кертис и сёстры Деэсы познакомились в турне группы Interpol, где они выступали на разогреве. Они решили выполнить обязательства перед коллективами, в которых принимали участие, и, перебравшись в одно место, вместе создать домашнюю студию звукозаписи.
В мае 2007 года вышел сингл «My Cabal» на британском лейбле Sonic Cathedral. Мини-альбом Face to Face on High Places был выпущен в сентябре того же года на Table of the Elements. Затем группа гастролировала с Blonde Redhead и Prefuse 73. Релиз дебютного студийного альбома School of Seven Bells под названием Alpinisms состоялся в следующем году, после чего они принимали участие в британском турне Bat for Lashes.
Второй альбом коллектива Disconnect from Desire вышел в июле 2010 года. Группа получила награду бразильского MTV. 12 октября 2010 года в профайле на Facebook появилось сообщение о том, что Клаудия Деэса покинула состав по личным обстоятельствам.
14 ноября 2011 года в интервью Stereogum музыканты объявили, что их третий альбом Ghostory выйдет весной 2012 года.
29 декабря 2013 от лимфомы скончался участник группы Бенджамин Кертис.

## Дискография
- Alpinisms (2008)
- Disconnect from Desire (2010)
- Ghostory (2012)
- SVIIB (2016)